# Lismore (Minnesota)
Lismore is een plaats (city) in het zuidwesten van de Amerikaanse staat Minnesota, en valt bestuurlijk gezien onder Nobles County.

## Geschiedenis
Lismore is vernoemd naar Lismore Township, dat op zijn beurt weer is vernoemd naar een dorp in County Waterford, Ierland. De plaats dankt zijn bestaan aan de bouw van de Burlington Railroad door het noordoosten van Nobles County in 1900.

## Demografie en Economie
Bij de volkstelling in 2000 werd het aantal inwoners vastgesteld op 238. Het gemiddelde inkomen per hoofd van de bevolking was $24,773. 
In 2021 was het aantal inwoners gedaald met bijna 14% tot 205. In dat jaar bestond de bevolking uit 121 mannen (54,9%) en 84 vrouwen (40,6%) met een gemiddelde leeftijd van 47 jaar. Het geschatte inkomen per hoofd van de bevolking was in 2021 $27,034. 14,4% van de inwoners van Lismore leefde op dat moment in armoede.

## Geografie
Volgens het United States Census Bureau beslaat de plaats een oppervlakte van
0,9 km², geheel bestaand uit land.

## Plaatsen in de nabije omgeving
De onderstaande figuur toont nabijgelegen plaatsen in een straal van 20 km rond Lismore.